# Didogobius schlieweni
Didogobius schlieweni es una especie de peces de la familia de los Gobiidae en el orden de los Perciformes.

## Hábitat
Es un pez mar de y demersal.

## Distribución geográfica
Se encuentra en el Mar Mediterráneo. 

## Observaciones
Es inofensivo para los humanos. 